# Elredo de Rievaulx
Elredo (em latim: Aelredus Riaevallensis; também Ailred, Ælred e Æthelred; Hexham, 1110 — Rievaulx, Yorkshire, 12 de janeiro de 1167) foi um monge cisterciense inglês, abade de Rievaulx de 1147 até sua morte, e conhecido como escritor. Ele é considerado por anglicanos e católicos como um santo.

## Biografia

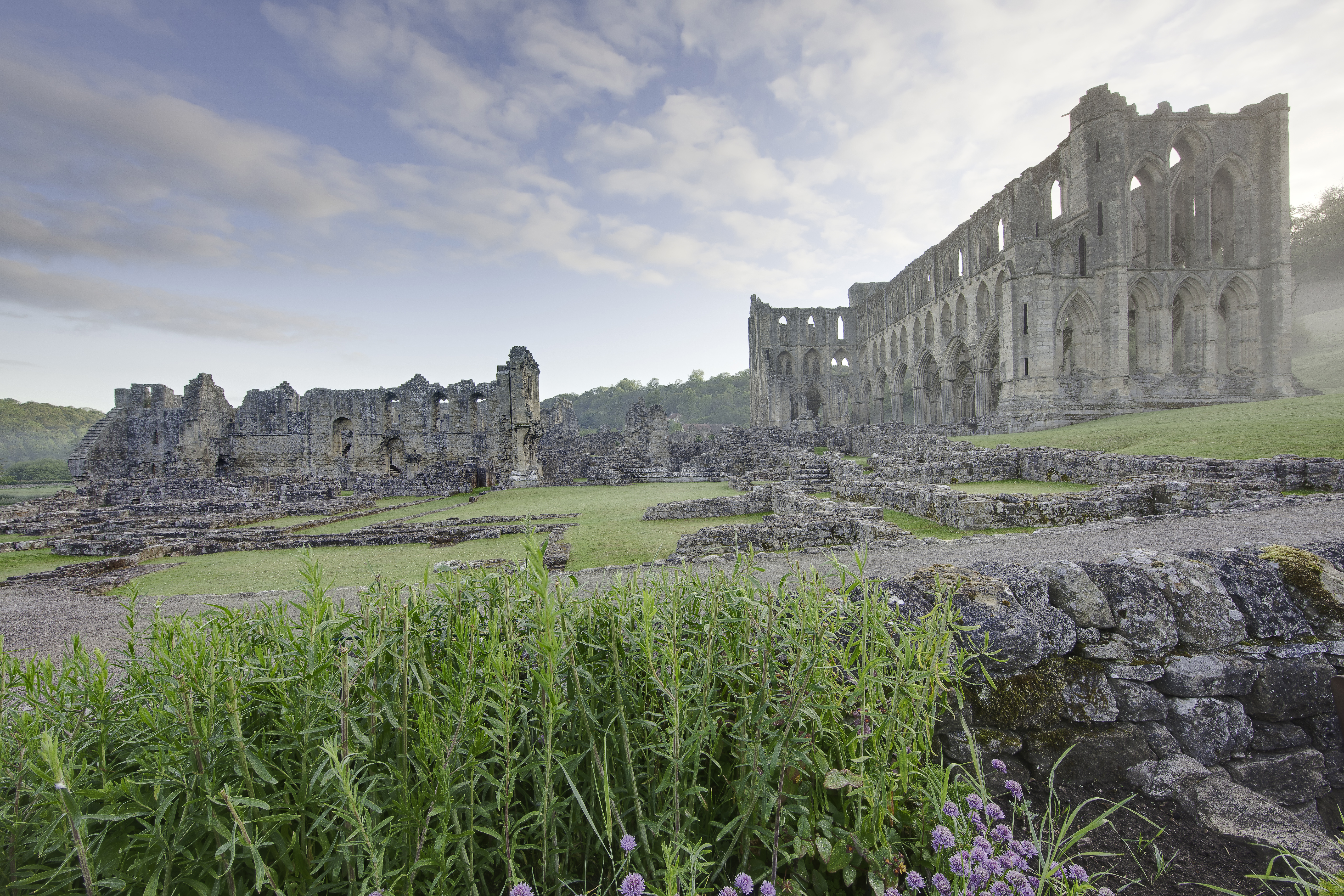
As ruínas da abadia de Rievaulx às margens do rio Rye em North Yorkshire

Elredo nasceu em Hexham, Reino da Nortúmbria, no ano de 1110, um dos três filhos de Eilaf, sacerdote da igreja de Santo André em Hexham, filho de outro Eilaf, tesoureiro de Durham. Em 1095, o Conselho de Claremont proibiu a ordenação dos filhos de sacerdotes. Isso foi feito em parte para acabar com a herança de benefícios. Ele pode ter sido parcialmente educado por Lawrence de Durham, que lhe enviou uma hagiografia de Santa Brígida.
A educação inicial de Elredo foi provavelmente na escola da catedral em Durham. Elredo passou vários anos na corte do rei Davi I da Escócia em Roxburgh, possivelmente a partir dos 14 anos, chegando ao posto de ecônomo (muitas vezes traduzido como "mordomo" ou "Mestre da Casa") antes de deixar a corte aos vinte e quatro anos (em 1134) para ingressar na abadia cisterciense de Rievaulx em Yorkshire.
Em 1138, quando o patrono de Rievaulx, Guálter Espec, deveria entregar seu castelo em Wark ao rei Davi da Escócia, Elredo teria acompanhado o abade Guilherme de Rievaulx até a fronteira escocesa para negociar a transferência. Ele viu que sua relutância em se separar de seus amigos na corte atrasou sua adoção de seu chamado monástico. Para Elredo, a fonte e o objeto da verdadeira amizade é Cristo.
Em 1142 Elredo viajou para Roma, ao lado de Walter de Londres, arquidiácono de Iorque, para representar perante o Papa Inocêncio II os prelados do norte que se opunham à eleição de Henrique de Sully, sobrinho do rei Estêvão como arcebispo de Iorque. O resultado da viagem foi que Elredo trouxe de volta uma carta do Papa Inocêncio convocando os superiores que Elredo representava para comparecer em Roma no mês de março seguinte para fazer seu depoimento na forma canônica exigida. As negociações resultantes se arrastaram por muitos anos.
Após seu retorno de Roma, Elredo tornou-se mestre de noviços em Rievaulx. Em 1143, foi nomeado abade da nova Abadia de Revesby, uma casa filha de Rievaulx em Lincolnshire. Em 1147, foi eleito abade da própria Rievaulx, cargo que ocupou até sua morte. Sob sua administração, diz-se que a abadia cresceu para cerca de 140 monges e 500 conversos e leigos.
Seu papel de abade exigia que ele viajasse. Esperava-se que os abades cistercienses fizessem visitas anuais às casas filhas, e Rievaulx tinha cinco na Inglaterra e na Escócia na época em que Elredo assumiu o cargo. Além disso, Elredo teve que fazer a longa viagem marítima para o capítulo geral anual da Ordem em Cister, na França.
Ao lado de seu papel como monge e depois abade, Elredo esteve envolvido durante toda a sua vida em assuntos políticos. A versão do século XIV da Crônica de Peterborough afirma que os esforços de Elredo durante o cisma papal do século XII trouxeram o apoio decisivo de Henrique II ao candidato cisterciense, resultando em 1161 no reconhecimento formal do Papa Alexandre III.
Elredo escreveu vários livros influentes sobre espiritualidade, entre eles Speculum caritatis ("O Espelho da Caridade", supostamente escrito a pedido de Bernardo de Claraval) e De spiritali amicitia ("Sobre a amizade espiritual").
Ele também escreveu sete obras de história, endereçando três delas a Henrique II da Inglaterra, aconselhando-o a ser um bom rei e declarando-o o verdadeiro descendente de reis anglo-saxões.
Em seus últimos anos, acredita-se que ele sofria de cálculos renais e artrite. Walter relata que em 1157 o Conselho Geral Cisterciense lhe permitiu dormir e comer na enfermaria de Rievaulx; mais tarde, ele morou em um prédio próximo construído para ele.
Elredo morreu no inverno de 1166–1167, provavelmente em 12 de janeiro de 1167 em Rievaulx.

## De spirituali amicitia

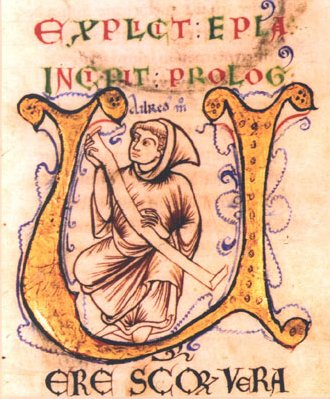
Fragmento do manuscrito medieval De Speculo Caritatis, em que aparece uma imagem de Elredo de Rievaulx

De spirituali amicitia (Amizade Espiritual), considerada sua maior obra, é uma contrapartida cristã do De amicitia de Cícero e designa Cristo como a fonte e o impulso final da amizade espiritual. A amizade era um tema recorrente no monasticismo cristão. Gregório de Nazianzo, ecoando Aristóteles, descreve sua amizade com Basílio, o Grande, como "dois corpos com um único espírito".
Foi provavelmente em Durham que Elredo teve contato pela primeira vez com Laelius de Amicitia de Cícero. Na terminologia romana amicitia significa "amizade" e pode ser entre Estados ou indivíduos. Sugeria uma igualdade de estatuto e, na prática, poderia ser apenas uma aliança para buscar interesses mútuos. Para Cícero, a amicitia envolvia confiança e afeto genuínos. "Mas devo estabelecer logo no início este princípio — a amizade só pode existir entre homens bons. Queremos dizer, então, por 'bons' aqueles cujas ações e vidas não deixam dúvidas quanto à sua honra, pureza, equidade e liberalidade; aqueles que estão livres da ganância, luxúria e violência; e que têm a coragem de suas convicções."
Em Confissões, Agostinho de Hipona identifica três fases da amizade: adolescência, início da idade adulta e idade adulta. As amizades de adolescentes são essencialmente camaradagens de interesse próprio. Agostinho então descreve uma amizade íntima que teve quando jovem adulto com um colega. Isso foi baseado no amor e cresceu a partir de interesses e experiências compartilhadas e o que cada um aprendeu com o outro. A terceira fase madura para Agostinho é transcendente porque ele ama os outros "em Cristo", porque o foco está em Cristo e o objetivo da amizade é se aproximar de Cristo com e através dos amigos. Ao escrever sobre a amizade adolescente, Agostinho disse: "Pois eu até queimei em minha juventude até agora, para ser saciado nas coisas abaixo; e ousei tornar-me selvagem novamente, com esses amores variados e sombrios: minha beleza se consumiu, ... desejoso de agradar aos olhos dos homens. E em que me deleitava, senão amar e ser amado?"
Elredo foi muito influenciado por Cícero, mas depois modificou sua interpretação ao ler as Confissões de Agostinho de Hipona. Em De spirituali amicitia, Elredo adotou o formato de diálogo de Cícero. No Prólogo, no entanto, ele espelha a descrição de Agostinho de sua adolescência com o orador descrevendo seu tempo na escola, onde "o charme de meus companheiros me dava o maior prazer. Entre as faltas habituais que põem muitas vezes em risco a juventude, minha mente se rendeu totalmente ao afeto e se dedicou ao amor. Nada me parecia mais doce, nada mais agradável, nada mais valioso do que ser amado e amar".

## Reputação póstuma
Elredo nunca foi formalmente canonizado, mas tornou-se o centro de um culto no norte da Inglaterra que foi oficialmente reconhecido pelos cistercienses em 1476. Como tal, foi venerado como santo, com o seu corpo guardado em Rievaulx. No século XVI, antes da dissolução do mosteiro, John Leland, afirma ter visto o santuário de Elredo em Rievaulx contendo o corpo de Elredo brilhando com ouro e prata. Hoje, Elredo de Rievaulx é listado como santo em 12 de janeiro, data tradicional de sua morte, na última edição oficial do Martirológio Romano, que expressa a posição oficial da Igreja Católica Romana.
Ele também aparece nos calendários de várias outras denominações cristãs.
Grande parte da história de Elredo é conhecida por causa da Vida escrita sobre ele por Walter Daniel logo após sua morte". Até o século XX, Elredo era geralmente conhecido como um historiador e não como um escritor espiritual.
Elredo é lembrado na Igreja Anglicana com um Festival Menor em 12 de janeiro.

## Escritos

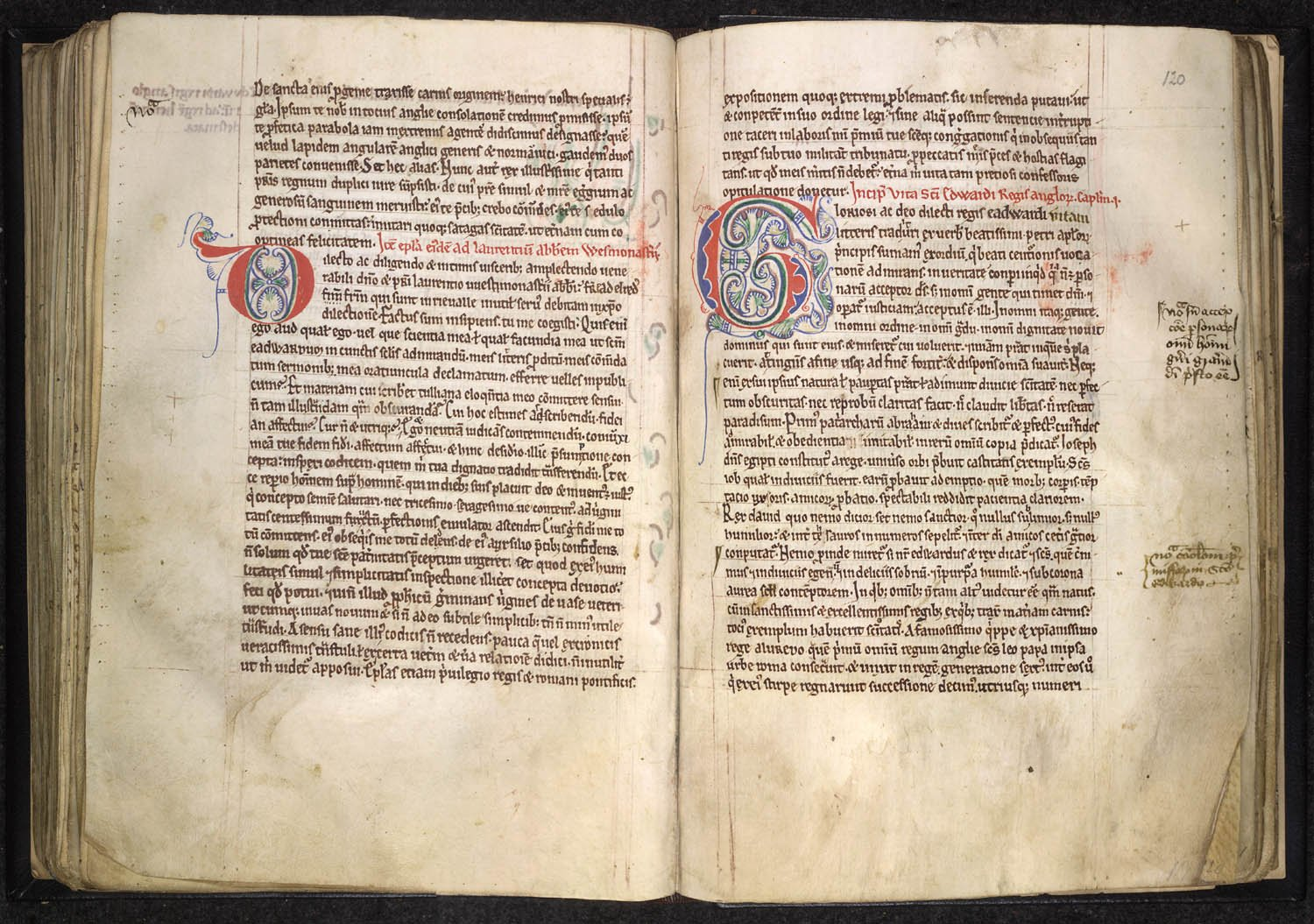
A Vida de Eduardo, o Confessor por Elredo, iluminura do final do século XII, Biblioteca Britânica

Por seus esforços na escrita e administração Elredo foi chamado por David Knowles, o "São Bernardo do Norte". Knowles, um historiador do monasticismo na Inglaterra, também o descreveu como "uma figura singularmente atraente … . Nenhum outro monge inglês do século XII perdura tanto tempo na memória".
Todas as obras de Elredo apareceram traduzidas, a maioria em inglês e em francês; os três volumes restantes de seus sermões foram traduzidos para o inglês e estão nas Publicações Cistercienses de 2018–2020. Também estão disponíveis em francês em uma edição de cinco volumes.
Obras extemporâneas de Elredo incluem:
Histórias e biografias
- Vita Davidis Scotorum regis ("Vida de Davi, Rei dos Escoceses), escrito ca. 1153.[31]
- Genealogia regum Anglorum ("Genealogia dos Reis da Inglaterra"), 1153–1154.
- Relatio de standardo ("Relato da Norma"), também De bello standardii ("Sobre a Batalha do Estandarte"), 1153–1154.
- Vita S. Eduardi regis et confessoris "A Vida de São Eduardo, Rei e Confessor" 1162–1163.
- Vita Sancti Niniani ("A Vida de São Niniano"), 1154–1160.
- De miraculis Hagustaldensis ecclesiae ("Sobre os Milagres da Igreja de Hexham"), ca. 1155.[32]
- De quodam miraculo miraculum, ("Um Certo Milagre Maravilhoso") (erroneamente conhecido desde o século XVII como De Sanctimoniali de Wattun ("Sobre a Freira de Watton"), ca. 1160.

Tratados espirituais
- Speculum caritatis ("O Espelho da Caridade").
- De Iesu puero duodenni ("Jesus, o menino de doze anos"), ?1160–1162.
- De spiritali amicitia ("Amizade Espiritual"), 1164–1167.
- De institutione inclusarum ("A instituição do Confinamento"), ?1160–1162.
- Oratio pastoralis ("Oração Pastoral"), ca. 1163–1167.
- De anima ("Sobre a Alma"), ca. 1164-1167.

Sermões
- Esses sermões referem-se principalmente aos dezessete dias litúrgicos em que os abades cistercienses eram obrigados a pregar à sua comunidade.
- Vários sermões não litúrgicos também sobreviveram, incluindo um que ele aparentemente pregou para um sínodo clerical, presumivelmente em conexão com uma viagem ao capítulo geral na abadia de Cister, e um dedicado a Santa Catarina de Alexandria.
- Em 1163-1164, ele também escreveu um comentário de 31 sermões sobre Isaías 13-16, Homeliae de oneribus Propheticis Isaiae ("Homilias sobre os Fardos Proféticos de Isaías"), submetendo o trabalho para avaliação a Gilbert Foliot, que se tornou bispo de Londres em 1163.[33]

## Obras

### Edições críticas
- Aelred of Rievaulx, '"Opera omnia." Corpus Christianorum Continuatio Mediaevalis 1, 2A, 2B, 2C, 2D, 3, 3A. Turnhout, Belgium: Brepols Publishers, 1971, 1989, 2001, 2012, 2005, 2015, 2017.
- Aelred of Rievaulx, For Your Own People: Aelred of Rievaulx's Pastoral Prayer, trad. Mark DelCogliano, crit. ed. Marsha L. Dutton, Cistercian Fathers series 73 (Kalamazoo: Cistercian Publications, 2008). [Tradução de Oratio Pastoralis].

### Traduções
- Walter Daniel, Vita Ailredi Abbatis Rievall. Ed. e trad. Maurice Powicke (Oxford: Clarendon Press, 1950). [Tradução reimpressa com uma nova introdução como The Life of Aelred of Rievaulx and the Letter to Maurice. Traduzido por F. M. Powicke e Jane Patricia Freeland, Introdução por Marsha Dutton, Cistercian Fathers series no. 57 (Kalamazoo, MI: Cistercian Publications, 1994.)]
- Aelred of Rievaulx, On Jesus at Twelve Years Old, trad. Geoffrey Webb e Adrian Walker, Fleur de Lys series 17 (Londres: A. R. Mobray and Co., Ltd., 1955).
- Aelred of Rievaulx, Treatises and Pastoral Prayer, Cistercian Fathers series 2 (Kalamazoo: Cistercian Publications, 1971). [inclui De Institutione inclusarum, "De Jesu," e "Oratio Pastoralis."]
- Aelred of Rievaulx, Dialogue on the Soul, trad. C. H. Talbot, Cistercian Father series 22 (Kalamazoo: Cistercian Publications, 1981).
- Aelred of Rievaulx, Vita Niniani, traduzido por Winifred MacQueen, em John MacQueen, St. Nynia (Edimburgo: Polygon, 1990) [reimpresso como (Edimburgo: John Donald, 2005)].
- Aelred of Rievaulx, Mirror of Charity, trad. Elizabeth Connor, Cistercian Fathers series 17 (Kalamazoo: Cistercian Publications, 1990).
- Aelred of Rievaulx, The Life of Saint Edward, King and Confessor, traduzido por Jerome Bertram (Guildford: St. Edward's Press, 1990) [reimpresso em Southampton: Saint Austin Press, 1997].
- Aelred of Rievaulx, Spiritual Friendship, trad. Mark F. Williams (Londres: University of Scranton Press, 1994).
- Aelred of Rievaulx, The Liturgical Sermons I: The First Clairvaux Collection, Advent—All Saints, traduzido por Theodore Berkeley e M. Basil Pennington . Sermons 1–28, Advent – All Saints. Cistercian Fathers series no. 58, (Kalamazoo: Cistercian Publications, 2001).
- Aelred of Rievaulx, The Historical Works, trad. Jane Patricia Freeland, ed. Marsha L. Dutton, Cistercian Fathers series 56 (Kalamazoo: Cistercian Publications, 2005).
- Aelred of Rievaulx, The Lives of the Northern Saints, trad. Jane Patricia Freeland, ed. Marsha L. Dutton, Cistercian Fathers series 71 (Kalamazoo: Cistercian Publications, 2006).
- Aelred of Rievaulx, Spiritual Friendship, trad. Lawrence Braceland, ed. Marsha L. Dutton, Cistercian Fathers series 5 (Collegeville: Cistercian Publications, 2010).
- Aelred of Rievaulx, "The Liturgical Sermons: The First Clairvaux Collection, Advent-All Saints," trad. Theodore Berkeley e M. Basil Pennington, Cistercian Fathers series 58 (Kalamazoo, MI: Cistercian Publications, 2001).
- Aelred of Rievaulx, "The Liturgical Sermons: The Second Clairvaux Collection, Advent-All Saints," trad. Marie Anne Mayeski, Cistercian Fathers series 71 (Collegeville, MN: Cistercian Publications, 2016).
- Aelred of Rievaulx, "The Liturgical Sermons: The Durham and Lincoln Collections," trad. Kathryn Krug, Lewis White, et al., Ed. and Intro. Ann Astell, Cistercian Fathers series 58 (Collegeville, MN: Cistercian Publications, forthcoming 2019).
- Aelred of Rievaulx, "The Liturgical Sermons: The Reading Collection, Advent-All Saints," trad. Daniel Griggs, Cistercian Fathers series 81 (Collegeville, MN: Cistercian Publications, 2018).
- Aelred of Rievaulx, "Homilies on the Prophetic Burdens of Isaiah," trad. Lewis White, Cistercian Fathers series 83 (Collegeville, MN: Cistercian Publications, 2018).
- (fr.) Aelred de Rievaulx, Sermons. La collection de Reading (sermons 85-182), trad. G. de Briey(+), G. Raciti, intro. X. Morales, Corpus Christianorum in Translation 20 (Turnhout: Brepols Publishers, 2015)
- Aelred of Rievaulx, Writings on Body and Soul, ed. e trad. Bruce L. Venarde, Dumbarton Oaks Medieval Library 71 (Cambridge, MA: Harvard University Press, 2021)

## Leituras adicionais
- Boquet, Damien, L'ordre de l'affect au Moyen Âge: Autour de l'anthropologie affective d'Aelred de Rievaulx. Caen: CRAHM, 2005.
- Christensen, Katherine, "Walter Daniel's Life of Aelred of Rievaulx: The Heroism of Intelligence and the Miracle of Love," in Jason Glenn (ed), The Middle Ages in Texts and Texture: Reflections on Medieval Sources (Toronto, University of Toronto, 2012),
- Dutton, Marsha L.,"Friendship and the Love of God: Augustine's Teaching in the Confessions and Aelred of Rievaulx's Response in Spiritual Friendship", in American Benedictine Review 56 (2005), p. 3–40.
- Dutton, Marsha L., "A Model for Friendship: Ambrose's Contribution to Aelred of Rievaulx's Spiritual Friendship, The American Benedictine Review 64 (2013): 39–66.
- Dutton, Marsha L., "A Historian's Historian: The Place of Bede in Aelred's Contributions to the New History of his Age", in: Marsha L. Dutton, Daniel M. La Corte, and Paul Lockey (ed.), Truth as Gift: Studies in Cistercian History in Honor of John R. Sommerfeldt (Cistercian Studies Series 204). Kalamazoo: Cistercian, 2004, p. 407–48.
- Dutton, Marsha L., "Sancto Dunstano Cooperante: Aelred of Rievaulx’s Advice to the Heir to the English Throne in Genealogy of the Kings of the English," in: Emilia Jamroziak and Janet Burton (ed.), Religious and Laity in Northern Europe 1000–1400: Interaction, Negotiation, and Power. Turnhout: Brepols, 2007, p. 183–195.
- Freeman, Elizabeth, "Aelred of Rievaulx’s De Bello Standardii: Cistercian Historiography and the Creation of Community Memories," in: Cîteaux 49 (1998), p. 5–28.
- Freeman, Elizabeth, "The Many Functions of Cistercian Histories Using Aelred of Rievaulx’s Relatio de Standardo as a Case Study," in: Erik Kooper (ed.) The Medieval Chronicle: Proceedings of the 1st International Conference on the Medieval Chronicle. Amsterdam, Atlanta: Rodopi, 1999, p. 124–32.
- Freeman, Elizabeth, Narratives of a New Order: Cistercian Historical Writing in England, 1150–1220. Turnhout: Brepols, 2002.
- Freeman, Elizabeth, "Nuns in the Public Sphere: Aelred of Rievaulx's De Sanctimoniali de Wattun and the Gendering of Authority", in: Comitatus 17 (1996), p. 55–80.
- Garrison, John, “One Mind, One Heart, One Purse: Integrating Friendship Traditions and the Case of Troilus and Criseyde,” in Medievalia et Humanistica 36 (2010), p. 25–48.
- La Corte, Daniel M., "Abbot as Magister and Pater in the Thought of Bernard of Clairvaux and Aelred of Rievaulx", in: Marsha L. Dutton, Daniel M. La Corte, and Paul Lockey (ed.), Truth as Gift: Studies in Cistercian History in Honor of John R. Sommerfeldt (Cistercian Studies Series 204). Kalamazoo: Cistercian, 2004, p. 389–406.
- Mayeski, Marie Anne, "Secundam naturam: The Inheritance of Virtue in Ælred’s Genealogy of the English Kings", in: Cistercian Studies Quarterly 37 (2002), p. 221–28.
- Nouzille, Philippe, Expérience de Dieu et Théologie Monastique au XIIe Siècle: Étude sur les sermons d'Aelred de Rievaulx. Paris: Les Éditions du Cerf, 1999.
- Powicke, Frederick M., "Ailred of Rievaulx", in Ways of Medieval Life and Thought. London, 1949.
- Raciti, Gaetano. "The Preferential Option for the Weak in the Ælredian Community Model", CSQ 32 (1997), p. 3–23.
- Ransford, Rosalind, "A Kind of Noah's Ark: Aelred of Rievaulx and National Identity", Stuart Mews (ed.), Studies in Church History 18 (1982), p. 137–46.
- Sommerfeldt, John R., Aelred of Rievaulx on Love and Order in the World and the Church (Mahwah, NJ: Newman Press, 2006).
- Squire, Aelred, "Aelred and King David", Collectanea Cisterciensia 22 (1960), p. 356–77.
- Squire, Aelred, "Aelred and the Northern Saints.", Collectanea Cisterciensia 23 (1961), p. 58–69.
- Squire, Aelred, Aelred of Rievaulx: A Study, Cistercian Studies 50 (Kalamazoo: Cistercian Publications, 1969).
- Squire, Aelred, "Historical Factors in the Formation of Aelred of Rievaulx", Collectanea Cisterciensia 22 (1960), p. 262–82.
- Yohe, Katherine, "Aelred’s Recrafting of the Life of Edward the Confessor", CSQ 38 (2003): 177–89.